# Марія Зарицька
Марія Зарицька (уроджена Подґурська; нар. 17 березня 1940, Калуш) — громадська діячка української діаспори у США. Учасниця українського правозахисного руху та акцій оборони українських політв'язнів. Голова «Комітету оборони переслідувань в Україні», співзасновниця «Комітету Гельсінських гарантій для України» (КГГУ), член АОЛПУ, співробітниця «Смолоскипа», дійсна членка Наукового товариства імені Шевченка у США.

## Життєпис
Марія Зарицька народилась 17 березня 1940 року у Калуші у польсько-українській родині. Батько-поляк був учителем, у вересні 1939 року служив у польській армії і потрапив у радянський полон. 
1940 року радянська влада виселила Марію разом із матір'ю і бабусею в Казахську РСР. У вересні 1941 року Подґурські звільнилися за амністією. 1942 родині вдалося виїхати до Ірану, 1943 року — до Родезії, 1948 року англійський уряд перевіз родини польських вояків до Великої Британії. 
З Великої Британії 1951 року Марія переїхала у США. Закінчила українську школу і Вейнський університет у Детройті. Брала активну участь у діяльності «Пласту», «Союзу українок Америки» та інших організацій і товариств української діаспори. 
1972 року, після масових арештів української інтелігенції в Україні, в Детройті було створено «Комітет оборони переслідувань в Україні». З 1975 по 1981 рік Зарицька була головою цього Комітету, брала активну участь у багатьох протестних акціях на оборону українських політв'язнів. Марія Зарицька - співорганізаторка й учасниця голодування 1973 року та тритижневих акцій протесту 1974 у Вашингтоні на захист Валентина Мороза й інших українських політв'язнів в СРСР. У Міжнародний рік жінки у 1975 році була членом української жіночої делегації в Мехіко. Була співзасновницею і членом «Комітету Гельсінських гарантій для України» (КГГУ) у Вашинґтоні у 1976–1982 роках, головою відділення організації «Американці в обороні людських прав України» в Детройті з 1979 по 1991 рік. У 1983 році брала участь у Гельсінській конференції у Парижі.
Зарицька організовувала акцій протесту в Детройті, відзначення річниць Голодомору 1932–1933 років в УСРР у різних містах США. Співпрацювала з видавництвом «Смолоскип», готувала статті про стан українських політв'язнів в СРСР для американської і канадійської преси, урядових відомств США і міжнародних правозахисних організацій. У 1990-х роках входила до ради директорів Українського села в Детройті.